# Liste der Monuments historiques in Roquestéron
Die Liste der Monuments historiques in Roquestéron führt die Monuments historiques in der französischen Gemeinde Roquestéron auf.

## Liste der Bauwerke
| Bezeichnung      | Beschreibung   | Standort | Kennzeichnung | Schutzstatus | Datum | Bild |
| ---------------- | -------------- | -------- | ------------- | ------------ | ----- | ---- |
| Kirche Ste-Arige | Erbaut ab 1735 | (Lage)   | PA06000046    | Inscrit      | 2014  |      |